# Fuller Acres (Kalifornija)
Fuller Acres je naseljeno područje za statističke svrhe u američkoj saveznoj državi Kalifornija. Prema popisu stanovništva iz 2010. u njemu je živjelo 991 stanovnika.